# 蠕形小龜鰻
蠕形小龜鰻，為輻鰭魚綱鰻鱺目糯鰻亞目蛇鰻科的其中一種，分布於中東太平洋的哥斯大黎加海域，棲息深度可達20公尺，體長可達11.5公分，棲息在泥底質海域，為底棲性魚類，屬肉食性，生活習性不明。